# 太陽神殿：探索來世
《太陽神殿：探索來世》（又被称作埃及祖玛 4），是一個益智動作遊戲，該遊戲的發行公司為MumboJumbo，於2008年11月11日首次發行，也是太陽神殿系列中的其中一個遊戲，此版本為第四集，是之前三個遊戲的續集，該系列的第一集是於2005年發行的。目前只能運行在Microsoft Windows上。
這個新的版本主要增添於其故事製作的方面。之前的版本所敘述的故事大多以文字為主，可是這個版本在玩家第一次進入遊戲時，會播放一段含有影片介紹的有聲書故事。其故事背景仍然著重在古埃及的文明，且玩法和視覺效果皆和第三集的差別不大。
另外，本遊戲之故事是由法老皇后娜芙蒂蒂來述說，而且這個遊戲總共有六個世界供玩家探索，而非只有埃及。而這個版本有增添一個遊戲模式──「戰鬥模式」。

## 玩法
這個遊戲的基本玩法和之前所有的版本大致都相同，但是在不同的模式中有不同的玩法，以下介紹基本模式的玩法：
玩家必須要透過下方的發射器發射出各種顏色的魔法球到遊戲中的球列上，每三個或以上的相同顏色配對就會爆炸並消失，玩家必須一直持續消滅出現的球列，直至遊戲結束為止。下方的發射器可以左右移動以調整發射方向，使魔法球能順利進入欲進入的球列中。發射器中的球就代表這一次發射出去的球的顏色，而其左右下方的小球顏色則代表下一顆即將出現的球的顏色，玩家可以透過按下滑鼠右鍵來更換顏色（只能互換目前的球的顏色和下一個球的顏色）。
在遊戲中，球列會由末端的金龜子向前不斷推進，如果玩家在消滅所有的球之前，讓任何一個球列進入了遊戲中的金字塔裡面，剩下所有的球都會被吸進去，而這個時候玩家就必須重新開始這一個關卡。如果玩家成功破解完一個球列，另一個球列又會跟著出現，直至該關卡的所有球列都已經消滅完畢，就不會再有下一個球列出現。
與第一代和第二代不同的是:第三代和本遊戲並沒有生命限制，玩家若挑戰失敗可以無限次數嘗試直到成功。